# One Court Square
El One Court Square, también conocido con el nombre de Citicorp Building, es uno de los rascacielos más grandes de Nueva York y el mayor fuera de Manhattan. Tiene aproximadamente 201 metros de altura y está situado en Queens, en Long Island. Se acabó de construir en 1990 por Citigroup. Radios o canales de televisión se difunden desde la antena del edificio. 